# Pavel Janáček

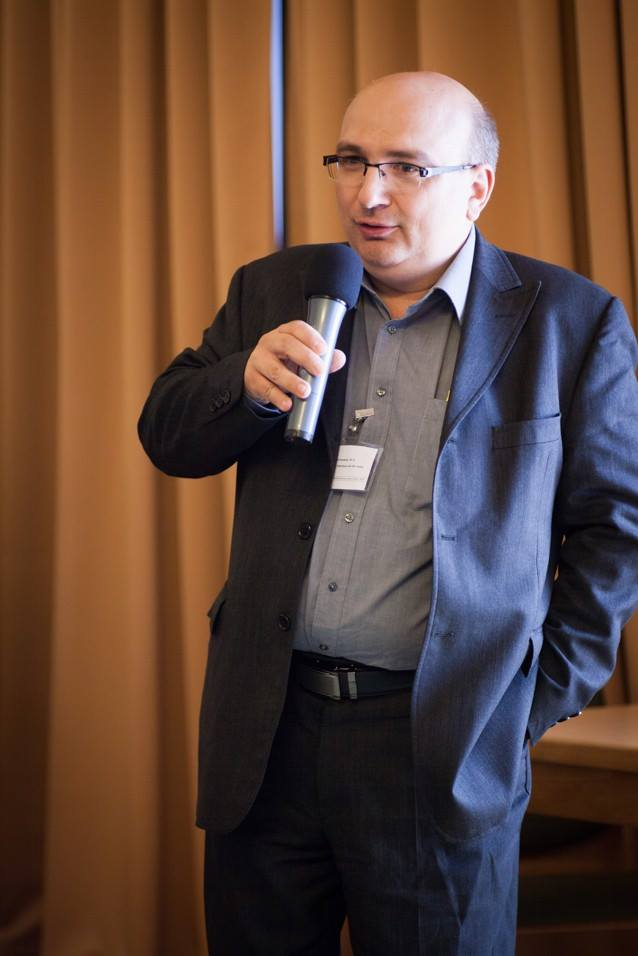
Pavel Janáček

Pavel Janáček (ur. 16 stycznia 1968, Praga) – czeski historyk literatury i krytyk. Zajmuje się literaturą popularną i krytyką literacką XIX i XX wieku, w ostatnim czasie przede wszystkim historią cenzury.

## Życiorys
W związku z faktem, iż z politycznych powodów nie mógł studiować na Wydziale Filologicznym Uniwersytetu Karola, ukończył studia na Wyższej Szkole Ekonomicznej w Pradze. W latach 1990–1995 pracował w dziale kulturalnym dziennika Lidové noviny, w latach 1995–1995 jako redaktor w czasopiśmie Tvar. Od roku 1995 pracuje w Instytucie Literatury Czeskiej Akademii Nauk Republiki Czeskiej, najpierw w dziale współczesnej literatury, następnie w dziale badań kultury literackiej, a od roku 2010 jako dyrektor Instytutu. W latach 2003–2010 prowadził wykłady w Instytucie Czeskiej Literatury i Komparatystyki Wydziału Filologicznego Uniwersytetu Karola. W programie Vltava czeskiego radia prowadzi program ‚Słowo o literaturze‘, w którym rozmawia z zaproszonymi gośćmi o współczesnej czeskiej beletrystyce.